# Jugend debattiert international
"Jugend debattiert international - Länderwettbewerbe in Mittel- und Osteuropa" je tekmovanje v nemškem jeziku za dijake v Estoniji, Latviji, Litvi, na Poljskem, v Rusiji (Moskva in St. Peterburg), na Češkem, v Ukrajini in na Madžarskem.
Projekt financirajo Goethe-Institut, Fundacija „Spomin, odgovornost in prihodnost (Stiftung „Erinnerung, Verantwortung und Zukunft“), Dobrodelna fundacija Hertie (Gemeinnützige Hertie-Stiftung) ter Center za šolstvo v tujini (Zentralstelle für das Auslandsschulwesen). Poleg tega obstajajo tudi lokalni podporniki, na Poljskem je to Fundacija za nemško-poljsko sodelovanje (Stiftung für deutsch-polnische Zusammenarbeit), na Češkem Nemško-češki sklad za prihodnost (Deutsch-Tschechische Zukunftsfonds). V Ukrajini projekt podpira Fundacija Kličko (Klitschko-Stiftung), v Litvi Litvanski informacijski in tehnični center za dijake in na Madžarskem Fundacija Hannsa Seidla (Hanns-Seidel-Stiftung), podjetje E.ON Hungária, Akademija Audi (Audi Akademie), Državna samouprava madžarskih Nemcev (Landesselbstverwaltung der Ungarndeutschen) in Fundacija Konrada Adenauerja (Konrad-Adenauer-Stiftung). Jugend debattiert international je zaenkrat edino mednarodno debatno tekmovanje za dijake v nemškem jeziku. Njegov cilj je prispevati k temu, da bi mladi v srednji in vzhodni Evropi svoje poglede in stališča zastopali vsebinsko utemeljeno in prepričljivo, kot medij razprave pa želi spodbujati nemški jezik. Predmet tekmovanja je razpravljanje v nemščini na teme s področij šolskega vsakdana, temeljnih pravic, zgodovine (zlasti obravnave izkušenj zgodovinskih krivic) in Evrope. Projekt je namenjen dijakom, katerih znanje nemščine je po Skupnem evropskem jezikovnem okviru (Gemeinsamer Europäischer Referenzrahmen) najmanj na nivoju B2. 

## Tekmovanje
V šolskem letu 2015/2016 se je tekmovanja udeležilo več kot 2300 dijakov iz 157 šol. Na teh šolah projekt vključujejo v pouk. Za to usposobljeni učitelji dijake urijo v razpravljanju in z njimi vodijo debate. Dijaki najprej razpravljajo na ravni šol in mreže šol, najboljši se nato uvrstijo naprej na državno raven in končno v mednarodni finale. Tega se udeležijo prvo- in drugouvrščeni z državnih tekmovanj iz vseh projektnih držav. Od IV. mednarodnega finala v Berlinu leta 2010 dalje zmagovalci zveznega tekmovanja Jugend debattiert in Deutschland udeležencem nudijo podporo kot mentorji.

## Zgradba in ocenjevanje razprav
Vsakokrat štirje dijaki - dva za, dva proti - v nemščini skupno 24 minut razpravljajo o družbenopolitično relevantnih vprašanjih (npr. „Ali naj bo Turčija sprejeta v EU?“). Oblika razprave je pri tem natančno določena: na začetku ima vsak razpravljalec dve minuti časa, da nemoteno govori in predstavi svoje stališče, potem sledi 12 minut proste razprave - dejanska „faza soočenja stališč“ -, na koncu pa ima vsak udeleženec eno minuto časa, da v luči vodene razprave poda zaključno besedo. Zunanjega voditelja razprave ni. Na šolski ravni se razpravlja predvsem o temah iz šolskega vsakdana, na višjih stopnjah tekmovanja pa s področij politike, temeljnih in človekovih pravic, zgodovine (zlasti obravnave izkušenj zgodovinskih krivic) in Evrope.
Razpravo ocenjuje tri- do petčlanska žirija. Ocenjevanje žirantov poteka po točkah. Uspešnost nastopa vsakega udeleženca se ocenjuje po štirih kriterijih: strokovno znanje, sposobnost izražanja, komunikacijske sposobnosti, prepričljivost. Znanja nemščine razpravljalcev se pri ocenjevanju ne upošteva. 

## Zgodovina
Jugend debattiert international so prvič izvedli leta 2005 na Poljskem in Češkem. Od leta 2006 se ga udeležujejo tudi šole v Estoniji, Latviji, Litvi in Ukrajini. Leta 2009 se je projekt začel po dvoletni poskusni fazi na šolah v Moskvi in Sankt Peterburgu ter se v šolskem letu 2010/11 razširil na Madžarsko. Leta 2016 sta se projektu pridružili tudi Slovaška in Slovenija. 
| Finalna prireditev                                            | Tema razprave | Pokrovitelj/častni gost                                                                                    | Zmagovalec                                                                |
| ------------------------------------------------------------- | --- | --- | ------------------------------------------------------------------------- |
| I. mednarodni finale v Pragi (Češka), 5. 10. 2007             | „Ali naj v Evropski uniji zanikanje genocida postane kaznivo?“ | Václav Havel, nekd. predsednik Češke republike / Wolfgang Thierse, podpredsednik nemškega Bundestaga       | Jakub Štefela, Liberec (Češka) in Peer Klüßendorf, Rostock (Nemčija)      |
| II. mednarodni finale v Varšavi (Poljska), 24. 10. 2008       | „Ali naj nacionalne učbenike za pouk zgodovine v šolah zamenja skupni evropski učbenik?“                                                                                         | Bronisław Komorowski, preds. sejma Rep. Poljske / Gerda Hasselfeldt, podpredsednica nemškega Bundestaga    | Barbara Wasilewska, Varšava (Poljska) in Wiebke Neelsen, Wismar (Nemčija) |
| III. mednarodni finale v Pragi (Češka), 26. 2. 2010           | „Ali naj se 23. avgust razglasi za evropski dan spomina na žrtve totalitarnih in avtoritarnih režimov?“                                                                          | Václav Havel, nekd. predsednik Češke republike / Petra Pau, podpredsednica nemškega Bundestaga             | Jitka Rutrlová, Praga (Češka) in Maximilian Behrens, Münster (Nemčija)    |
| IV. mednarodni finale v Berlinu (Nemčija), 12. 11. 2010       | „Ali naj Googlov ulični pogled (Google Street View) zajema vsa velika evropska mesta?“                                                                                           | Častni gost: državni sekretar Harro Semmler, direktor nemškega Bundestaga                                  | Irina Avdeeva, Moskva (Rusija)                                            |
| V. mednarodni finale v Kijevu (Ukrajina), 21. 10. 2011        | „Ali naj vse države Evrope zakonsko določijo, da bodo v predvidenem času prenehale z uporabo atomske energije?“                                                                  | Vitalij Kličko / Hans-Jürgen Heimsoeth, Veleposlanik Zvezne republike Nemčije v Ukrajini                   | Annett Lymar, Viljandi (Estonija)                                         |
| VI. mednarodni finale v Vilni (Litva), 19. 10. 2012           | „Ali naj se sovražni govor proti religijam po vsej Evropi kazenskopravno preganja?“ „Ali naj se bojkotirajo velike športne prireditve v državah, kjer kršijo človekove pravice?“ | Pokrovitelj: Emanuelis Zingeris, predsednik zunanjega odbora v litvanskem parlamentu                       | Gréta Szabó, Budimpešta (Madžarska)                                       |
| VII. mednarodni finale v Budimpešti (Madžarska), 18. 10. 2013 | „Ali naj se bojkotirajo velike športne prireditve v državah, kjer kršijo človekove pravice?“                                                                                     | Pokrovitelj: Viktor Kassai, madžarski nogometni sodnik in najboljši sodnik na svetu leta 2011              | Dominika Perlínová, Praga (Češka)                                         |
| VIII. mednarodni finale v Varšavi (Poljska), 17. 10. 2014     | „Ali naj se prepovedo ekstremistične stranke?“ | Pokrovitelj: Władysław Bartoszewski, državni sekretar, pooblaščenec predsednice vlade za mednarodni dialog | Anastasija Minitš, Talin (Estonija)                                       |
| IX. mednarodni finale v Rigi (Latvija), 23. 10. 2015          | „Ali naj vse države članice Sveta Evrope letno sprejmejo določeno najmanjše število beguncev?“                                                                                   | Pokrovitelj: Andris Bērziņš, nekdanji predsednik Latvije                                                   | Anna Ryan, Budimpešta (Madžarska)                                         |
| X. mednarodni finale v Pragi (Češka), 23.09.2016              | „Ali naj se države, pri katerih je dokazan državno organiziran doping, izključi od mednarodnega tekmovanja?"                                                                     | Pokrovitelj: Karel Schwarzenberg, nekdanja češki zunanji minister                                          | Khoi Nguyen, Praga (Češka)                                                |

## Glej
Jugend debattiert

## Weblinks
Uradna spletna stran Jugend debattiert international
Jugend debattiert international Facebook